# Агапов, Владимир Михайлович
Влади́мир Миха́йлович Ага́пов (18 ноября 1933, Москва — 21 мая 2024) — советский футболист (нападающий) и футбольный тренер. Мастер спорта СССР (1956). Член КПСС.
За сборную СССР провёл 1 матч.

## Карьера
Родился в Москве, с детства увлекался футболом.
В 1951 году попал на просмотр в юношескую сборную Москвы, а затем его взяли в «Спартак». В команде отыграл три сезона, в 1953 стал с ней чемпионом СССР. В 1955 году был вынужден перейти в ЦДСА из-за возможного призыва в армию. В составе «армейцев» выиграл Кубок СССР 1955, в финале которого забил два мяча в ворота Льва Яшина и помог своему клубу победить московское «Динамо» со счётом 2:1. В 27 лет получил тяжелую травму колена и закончил карьеру на высоком уровне. Тогда Агапов отправился в ГДР в команду для укрепления дружбы между народами. В чемпионате СССР сыграл 103 матча и забил 25 голов.
В 1958 году сыграл один матч за сборную СССР (против Чехословакии).
После возвращения из Германии возглавлял школу ЦСКА, а в 1974 году стал главным тренером клуба, но в том же году был отправлен в отставку. Затем работал начальником команды Вооружённых сил СССР, отвечал за комплектование всех армейских коллективов страны.
Умер 21 мая 2024 года в возрасте 90 лет.

## Статистика

### Матчи Агапова за сборную СССР
| Матчи Агапова за сборную СССР | Матчи Агапова за сборную СССР | Матчи Агапова за сборную СССР | Матчи Агапова за сборную СССР | Матчи Агапова за сборную СССР | Матчи Агапова за сборную СССР |
| ----------------------------- | ----------------------------- | ----------------------------- | ----------------------------- | ----------------------------- | ----------------------------- |
| №                             | Дата                          | Соперник                      | Счёт                          | Голы Агапова                  | Соревнование                  |
| 1                             | 30 августа 1958               | Чехословакия                  | 2:1                           | —                             | Товарищеский матч             |

Итого: 1 матч / 0 голов; 1 победа, 0 ничьих, 0 поражений.

## Достижения
- Чемпион СССР: 1953 (2 игры)
- Обладатель Кубка СССР: 1955